# Anomaloglossus megacephalus
Espèce
Anomaloglossus megacephalus est une espèce d'amphibiens de la famille des Aromobatidae.

## Répartition
Cette espèce est endémique de la sierra de Pacaraima au Guyana. Elle se rencontre entre 1 060 et 1 490 m d'altitude sur les tepuy Maringma et l'Ayanganna.
Sa présence est incertaine au Venezuela.

## Publication originale
- Kok, MacCulloch, Lathrop, Willaert & Bossuyt, 2010 : A new species of Anomaloglossus (Anura: Aromobatidae) from the Pakaraima Mountains of Guyana. Zootaxa, no 2660, p. 18-32.